# Mistrzostwa WAFF U-23 w Piłce Nożnej 2024
Mistrzostwa WAFF U-23 w piłce nożnej 2023 – piąty turniej Mistrzostw WAFF w piłce nożnej U-23. Wydarzenie to po raz trzeci rozegrane będzie w Arabii Saudyjskiej. Rozpoczęło się ono 20 marca, a zakończyło 26 marca 2024 roku. Tytułu wywalczonego w 2023 roku broni reprezentacja Iraku.
Zwycięzcą okazała się reprezentacja Korei Południowej, która pokonała Australię po rzutach karnych.

## Zespoły
| Reprezentacja                     | Ostatni występ | Najlepszy wynik                 | Wynik        |
| --------------------------------- | -------------- | ------------------------------- | ------------ |
| Arabia Saudyjska U-23             | 2022           | Mistrzostwo (2022)              | III miejsce  |
| Australia U-23                    | debiutant      | debiutant                       | II miejsce   |
| Egipt U-23                        | debiutant      | debiutant                       | IV miejsce   |
| Irak U-23                         | 2023           | Mistrzostwo (2023)              | VI miejsce   |
| Jordania U-23                     | 2023           | Mistrzostwo (2021)              | V miejsce    |
| Korea Południowa U-23             | debiutant      | debiutant                       | Mistrz       |
| Tajlandia U-23                    | debiutant      | debiutant                       | VII miejsce  |
| Zjednoczone Emiraty Arabskie U-23 | 2023           | Faza grupowa (2015, 2021, 2023) | VIII miejsce |

## Miejsca i stadiony
| Al-Hufuf                           | Al-Mubarraz         |
| ---------------------------------- | ------------------- |
| Prince Abdullah Bin Jalawi Stadium | Al Fateh SC Stadium |
| Pojemność: 19 096                  | Pojemność: 11 000   |
|                                    |                     |
| Al-MubarrazAl-Hufuf                |                     |

## Faza grupowa
Na podstawie:
Legenda
|  | Awans do fazy pucharowej. |
|  | Odpadnięcie z turnieju.   |

Gdy dwie lub więcej drużyn zakończy fazę grupową z taką samą liczbą punktów, o kolejności w tabeli decyduje:
1. bilans bramkowy
2. liczba goli zdobytych w fazie grupowej;
3. punkty zdobyte w meczach pomiędzy danymi drużynami;
4. różnica bramek w meczach pomiędzy danymi drużynami;
5. zdobyte bramki w meczach pomiędzy danymi drużynami;
6. klasyfikacja fair play;
7. losowanie.

Pogrubieniem oznaczono drużyny, które wywalczyły awans do półfinału.

### Grupa A
| Lp. | Drużyna               | M | Mecze | Mecze | Mecze | Bramki | Bramki | Bramki | Pkt |
| Lp. | Drużyna               | M | W     | R     | P     | +      | −      | +/−    | Pkt |
| --- | --------------------- | - | ----- | ----- | ----- | ------ | ------ | ------ | --- |
| 1.  | Arabia Saudyjska U-23 | 1 | 0     | 1     | 0     | 1      | 1      | 0      | 1   |
| 2.  | Jordania U-23         | 1 | 0     | 1     | 0     | 1      | 1      | 0      | 1   |

| 20 marca 2024 21:00 CET | Arabia Saudyjska U-23 · Al-Faraj 56' (k) | 1:1 k. 2:1(0:1)Raport | Jordania U-23 · 16' Kalbouneh | Al Fateh SC Stadium, Al-Mubarraz Sędzia: Abdulhadi Al Ruaile |
|                         |                                          |                       |                               |                                                              |

### Grupa B
| Lp. | Drużyna               | M | Mecze | Mecze | Mecze | Bramki | Bramki | Bramki | Pkt |
| Lp. | Drużyna               | M | W     | R     | P     | +      | −      | +/−    | Pkt |
| --- | --------------------- | - | ----- | ----- | ----- | ------ | ------ | ------ | --- |
| 1.  | Korea Południowa U-23 | 1 | 1     | 0     | 0     | 1      | 0      | +1     | 3   |
| 2.  | Tajlandia U-23        | 1 | 0     | 0     | 1     | 0      | 1      | −1     | 0   |

| 20 marca 2024 18:00 CET | Korea Południowa U-23 · Cho 45+2' | 1:0(1:0)Raport | Tajlandia U-23 | Al Fateh SC Stadium, Al-Mubarraz |
|                         |                                   |                |                |                                  |

### Grupa C
| Lp. | Drużyna                           | M | Mecze | Mecze | Mecze | Bramki | Bramki | Bramki | Pkt |
| Lp. | Drużyna                           | M | W     | R     | P     | +      | −      | +/−    | Pkt |
| --- | --------------------------------- | - | ----- | ----- | ----- | ------ | ------ | ------ | --- |
| 1.  | Egipt U-23                        | 1 | 1     | 0     | 0     | 1      | 0      | +1     | 3   |
| 2.  | Zjednoczone Emiraty Arabskie U-23 | 1 | 0     | 0     | 1     | 0      | 1      | −1     | 0   |

| 20 marca 2024 21:00 CET | Egipt U-23 · Abdelrahman 81' | 1:0(0:0)Raport | Zjednoczone Emiraty Arabskie U-23 | Prince Abdullah bin Jalawi Stadium, Al-Hufuf Sędzia: Abdullah Al-Shehri |
|                         |                              |                |                                   |                                                                         |

### Grupa D
| Lp. | Drużyna        | M | Mecze | Mecze | Mecze | Bramki | Bramki | Bramki | Pkt |
| Lp. | Drużyna        | M | W     | R     | P     | +      | −      | +/−    | Pkt |
| --- | -------------- | - | ----- | ----- | ----- | ------ | ------ | ------ | --- |
| 1.  | Australia U-23 | 1 | 1     | 0     | 0     | 2      | 1      | +1     | 3   |
| 2.  | Irak U-23      | 1 | 0     | 0     | 1     | 1      | 2      | −1     | 0   |

| 20 marca 2024 18:00 CET | Australia U-23 · D’Arrigo 6' · Kuol 11' | 2:1(2:0)Raport | Irak U-23 · 49' Jaafar | Prince Abdullah bin Jalawi Stadium, Al-Hufuf |
|                         |                                         |                |                        |                                              |

## Faza pucharowa
W fazie pucharowej uczestniczy 4 zespołów, które awansowały z fazy grupowej. Ta część rywalizacji składa się z dwóch rund. Rozegrane zostaną półfinały. Zwycięzcy zagrają o tytuł mistrzowski, natomiast przegrani o brązowy medal. W każdym ze spotkań fazy pucharowej mecz zakończony w regulaminowym czasie remisem musi być rozstrzygnięty poprzez trzydziestominutową dogrywkę. Jeżeli wynik nadal pozostanie nierozstrzygnięty, następuje seria rzutów karnych.
|  |                       |                       |                       |                       |      |                |                |       |
|  | Półfinały             | Półfinały             | Półfinały             |                       |      | Finał          | Finał          | Finał |
|  | Półfinały             | Półfinały             | Półfinały             |                       |      | Finał          | Finał          | Finał |
|  | 23 marca, Al-Hufuf    |                       |                       |                       |      |                |                |       |
|  |                       |                       |                       |                       |      |                |                |       |
|  | Australia U-23        | Australia U-23        | 1(2)                  |                       |      |                |                |       |
|  | Australia U-23        | Australia U-23        | 1(2)                  | 26 marca, Al-Mubarraz |      |                |                |       |
|  | Egipt U-23            | Egipt U-23            | 1(1)                  |                       |      |                |                |       |
|  | Egipt U-23            | Egipt U-23            | 1(1)                  |                       |      | Australia U-23 | Australia U-23 | 2(3)  |
|  | 23 marca, Al-Mubarraz |                       |                       |                       |      | Australia U-23 | Australia U-23 | 2(3)  |
|  |                       |                       | Korea Południowa U-23 | Korea Południowa U-23 | 2(4) |                |                |       |
|  | Korea Południowa U-23 | Korea Południowa U-23 | Korea Południowa U-23 | Korea Południowa U-23 | 2(4) | 1              |                |       |
|  | Korea Południowa U-23 | Korea Południowa U-23 |                       |                       |      |                |                |       |
|  | Arabia Saudyjska U-23 | Arabia Saudyjska U-23 | 0                     |                       |      |                |                |       |
|  | Arabia Saudyjska U-23 | Arabia Saudyjska U-23 | 0                     | Mecz o 3. miejsce     |      |                |                |       |
|  |                       |                       |                       |                       |      |                |                |       |
|  | 26 marca, Al-Mubarraz |                       |                       |                       |      |                |                |       |
|  |                       |                       |                       |                       |      |                |                |       |
|  | Egipt U-23            | Egipt U-23            | 2(2)                  |                       |      |                |                |       |
|  | Egipt U-23            | Egipt U-23            | 2(2)                  |                       |      |                |                |       |
|  | Arabia Saudyjska U-23 | Arabia Saudyjska U-23 | 2(4)                  |                       |      |                |                |       |
|  | Arabia Saudyjska U-23 | Arabia Saudyjska U-23 | 2(4)                  |                       |      |                |                |       |

UWAGA: W nawiasach podane są wyniki po rzutach karnych.

### Półfinały
| 23 marca 2024 21:00 CET                                                | Australia U-23 · Kuol 15' (k) | 1:1 k. 2:1(1:1)Raport                          | Egipt U-23 · 22' (sam.) Hollman | Prince Abdullah bin Jalawi Stadium, Al-Hufuf |
|                                                                        |                               |                                                |                                 |                                              |
|                                                                        |                               | Rzuty karne                                    |                                 |                                              |
| Courtney-Perkins · Okon-Engstler · Girdwood-Reich · Velupillay · Brook |                               | Adel · Faisal · El Debes · El Saaiy · Gadelhaq |                                 |                                              |

| 23 marca 2024 21:00 CET | Korea Południowa U-23 · Eom 42' | 1:0(1:0)Raport | Arabia Saudyjska U-23 | Al Fateh SC Stadium, Al-Mubarraz Sędzia: Ahmed Saad |
|                         |                                 |                |                       |                                                     |

### Mecz o 3. miejsce
| 26 marca 2024 18:00 CET                    | Egipt U-23 · Saber 7' · Abdelmaguid 90' | 2:2 k. 2:4(1:1)Raport                      | Arabia Saudyjska U-23 · 31' Al-Sahafi · 86' Al-Nemer | Al Fateh SC Stadium, Al-Mubarraz Sędzia: Aiaeddin Ahmad |
|                                            |                                         |                                            |                                                      |                                                         |
|                                            |                                         | Rzuty karne                                |                                                      |                                                         |
| Faisal · Abdelmaguid · Fayed · El Maghrabi |                                         | Al-Zaid · Al-Julaydan · Barnawi · Al-Nemer |                                                      |                                                         |

### Finał
| 26 marca 2024 21:00 CET                     | Australia U-23 · Kuol 11', 72' | 2:2 k. 3:4(1:1)Raport      | Korea Południowa U-23 · 26' Lee · 62' Kang | Al Fateh SC Stadium, Al-Mubarraz Sędzia: Abdulhadi Al Ruaile |
|                                             |                                |                            |                                            |                                                              |
|                                             |                                | Rzuty karne                |                                            |                                                              |
| Kuol · Italiano · D’Arrigo · Hollman · Kuol |                                | Lee T. · Lee K. · An · Seo |                                            |                                                              |

## Rywalizacja o 5. miejsce
W rywalizacji o 5. miejsce uczestniczą 4 zespoły, które nie awansowały z fazy grupowej. Ta część rywalizacji składa się z dwóch rund. Rozegrane zostaną półfinały. Zwycięzcy zagrają o 5. miejsce, natomiast przegrani o 7. W każdym ze spotkań rywalizacji mecz zakończony w regulaminowym czasie remisem musi być rozstrzygnięty poprzez trzydziestominutową dogrywkę. Jeżeli wynik nadal pozostanie nierozstrzygnięty, następuje seria rzutów karnych.
|  |                                   |                                   |                     |                    |   |                  |                  |                  |
|  | Mecze o miejsca 5-8               | Mecze o miejsca 5-8               | Mecze o miejsca 5-8 |                    |   | Mecz o 5 miejsce | Mecz o 5 miejsce | Mecz o 5 miejsce |
|  | Mecze o miejsca 5-8               | Mecze o miejsca 5-8               | Mecze o miejsca 5-8 |                    |   | Mecz o 5 miejsce | Mecz o 5 miejsce | Mecz o 5 miejsce |
|  | 23 marca, Al-Hufuf                |                                   |                     |                    |   |                  |                  |                  |
|  |                                   |                                   |                     |                    |   |                  |                  |                  |
|  | Irak U-23                         | Irak U-23                         | 1(4)                |                    |   |                  |                  |                  |
|  | Irak U-23                         | Irak U-23                         | 1(4)                | 26 marca, Al-Hufuf |   |                  |                  |                  |
|  | Zjednoczone Emiraty Arabskie U-23 | Zjednoczone Emiraty Arabskie U-23 | 1(3)                |                    |   |                  |                  |                  |
|  | Zjednoczone Emiraty Arabskie U-23 | Zjednoczone Emiraty Arabskie U-23 | 1(3)                |                    |   | Irak U-23        | Irak U-23        | 1                |
|  | 23 marca, Al-Mubarraz             |                                   |                     |                    |   | Irak U-23        | Irak U-23        | 1                |
|  |                                   |                                   | Jordania U-23       | Jordania U-23      | 3 |                  |                  |                  |
|  | Tajlandia U-23                    | Tajlandia U-23                    | Jordania U-23       | Jordania U-23      | 3 | 1                |                  |                  |
|  | Tajlandia U-23                    | Tajlandia U-23                    |                     |                    |   |                  |                  |                  |
|  | Jordania U-23                     | Jordania U-23                     | 3                   |                    |   |                  |                  |                  |
|  | Jordania U-23                     | Jordania U-23                     | 3                   | Mecz o 7 miejsce   |   |                  |                  |                  |
|  |                                   |                                   |                     |                    |   |                  |                  |                  |
|  | 26 marca, Al-Hufuf                |                                   |                     |                    |   |                  |                  |                  |
|  |                                   |                                   |                     |                    |   |                  |                  |                  |
|  | Zjednoczone Emiraty Arabskie U-23 | Zjednoczone Emiraty Arabskie U-23 | 0                   |                    |   |                  |                  |                  |
|  | Zjednoczone Emiraty Arabskie U-23 | Zjednoczone Emiraty Arabskie U-23 | 0                   |                    |   |                  |                  |                  |
|  | Tajlandia U-23                    | Tajlandia U-23                    | 1                   |                    |   |                  |                  |                  |
|  | Tajlandia U-23                    | Tajlandia U-23                    | 1                   |                    |   |                  |                  |                  |

### Półfinały
| 23 marca 2024 18:00 CET                 | Irak U-23 · Mahmood 54' | 1:1 k. 4:3(0:1)Raport                               | Zjednoczone Emiraty Arabskie U-23 · 34' Almansoori | Prince Abdullah bin Jalawi Stadium, Al-Hufuf Sędzia: Alachkar Ali |
|                                         |                         |                                                     |                                                    |                                                                   |
|                                         |                         | Rzuty karne                                         |                                                    |                                                                   |
| Ali · Mahdi · Mokhalad · Gatea · Jaafar |                         | Al Maazmi · Barout · Alawani · Abdulla · Al Blooshi |                                                    |                                                                   |

| 23 marca 2024 18:00 CET | Tajlandia U-23 · Kaosaart 23' | 1:3(1:2)Raport | Jordania U-23 · 32' Abu Taha · 37' Al-Haj · 52' Bani Hani | Al Fateh SC Stadium, Al-Mubarraz Sędzia: Getea Ahmed |
|                         |                               |                |                                                           |                                                      |

### Mecz o 7. miejsce
| 26 marca 2024 18:00 CET | Zjednoczone Emiraty Arabskie U-23 | 0:1(0:1)Raport | Tajlandia U-23 · 28' Choti | Prince Abdullah bin Jalawi Stadium, Al-Hufuf Sędzia: Haitham Al Walidi |
|                         |                                   |                |                            |                                                                        |

### Mecz o 5. miejsce
| 26 marca 2024 21:00 CET | Irak U-23 · Bani Hani 45+1' (sam.) | 1:3(1:1)Raport | Jordania U-23 · 20' Abu Taha · 68' Al-Haj · 86' Kalbouneh | Prince Abdullah bin Jalawi Stadium, Al-Hufuf Sędzia: Wissam Rabie |
|                         |                                    |                |                                                           |                                                                   |

## Strzelcy
Bramki z serii rzutów karnych nie są wliczane do klasyfikacji strzelców.

### 3 gole
- Alou Kuol

### 2 gole
- Mohannad Abu Taha
- Aref Al-Haj
- Baker Kalbouneh

### 1 gol
- Abdulaziz Al-Faraj
- Meshari Al-Nemer
- Marwan Al-Sahafi
- Louis D’Arrigo
- Garang Kuol
- Hossam Abdelmaguid
- Bilal Abdelrahman
- Mahmoud Saber
- Halgwrd Jaafar
- Ali Sadeq Mahmood
- Reziq Bani Hani
- Cho Hyun-taek
- Eom Ji-sung
- Kang Seong-jin
- Lee Young-jun
- Chitsanuphong Choti
- Thanadol Kaosaart
- Mohammed Almansoori

### Gole samobójcze
- Jake Hollman (dla  Egiptu)
- Reziq Bani Hani (dla  Iraku)

## Klasyfikacja końcowa
| Miejsce                        | Reprezentacja                     | Punkty | Bramki +/− | Bramki zdobyte |
| ------------------------------ | --------------------------------- | ------ | ---------- | -------------- |
| Strefa medalowa                |                                   |        |            |                |
| złoto                          | Korea Południowa U-23             | 9      | +2         | 4              |
| srebro                         | Australia U-23                    | 6      | +1         | 5              |
| brąz                           | Arabia Saudyjska U-23             | 6      | -1         | 3              |
| 4.                             | Egipt U-23                        | 3      | +1         | 4              |
| Wyeliminowani w ćwierćfinałach |                                   |        |            |                |
| 5.                             | Jordania U-23                     | 6      | +4         | 7              |
| 6.                             | Irak U-23                         | 3      | -3         | 3              |
| 7.                             | Tajlandia U-23                    | 3      | -2         | 2              |
| 8.                             | Zjednoczone Emiraty Arabskie U-23 | 0      | -2         | 1              |